# Lithophyllum leptothalloideum
Lithophyllum  leptothalloideum Pilger  é o nome botânico  de uma espécie de algas vermelhas pluricelulares do gênero Lithophyllum, família Corallinaceae.
- São algas marinhas encontradas na Guiné equatorial.

## Sinonímia
- Não apresenta sinônimos.